# كفاءة بيئية

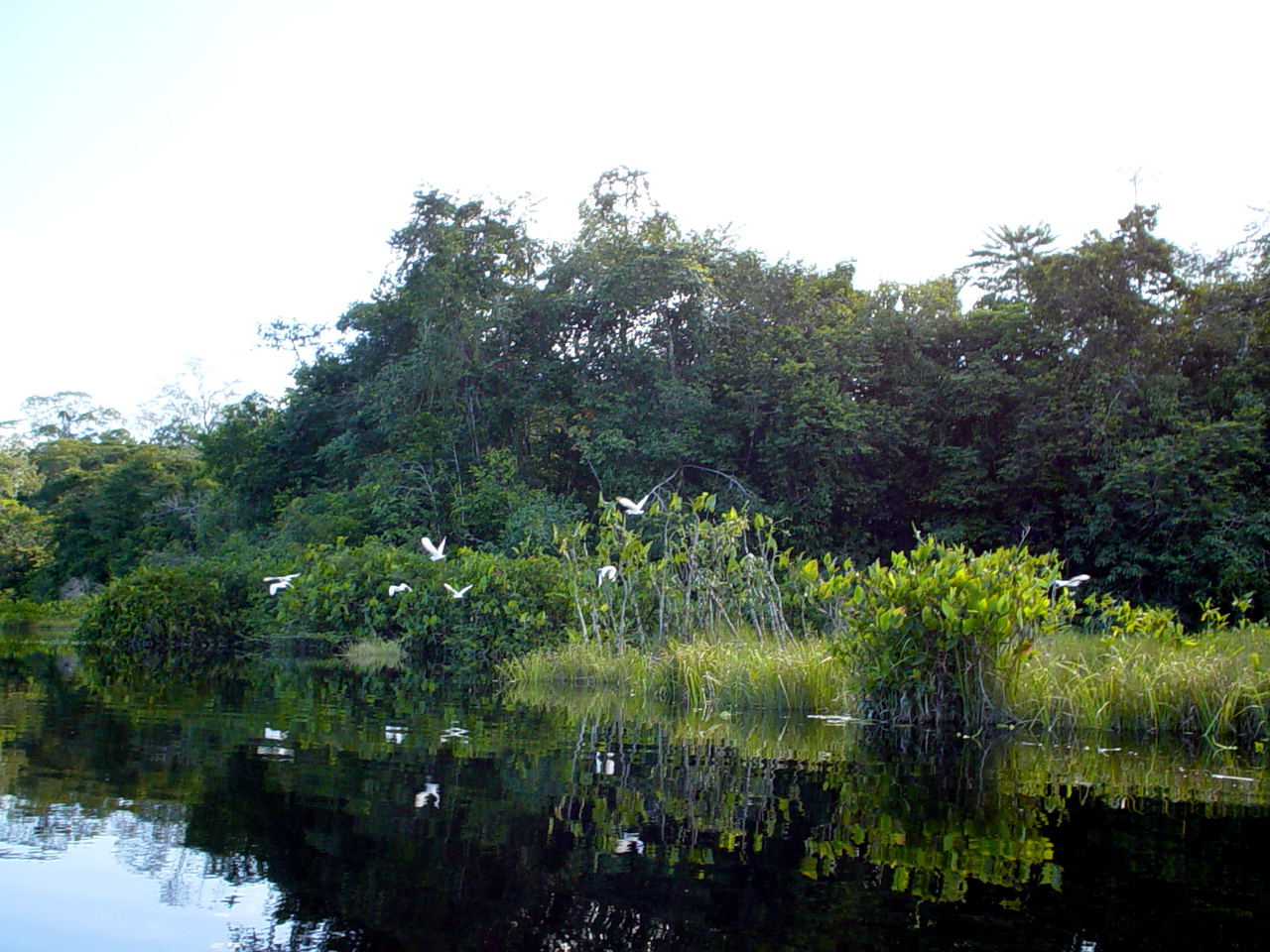

على مر السنين، مع بدء البلدان والمناطق حول العالم في التطور، أصبح من الواضح ببطء أن التصنيع والنمو الاقتصادي يأتيان جنبًا إلى جنب مع التدهور البيئي. تم اقتراح الكفاءة البيئية (بالإنجليزية: Eco-efficiency)، باعتبارها واحدة من الأدوات الرئيسية لتعزيز التحول من التنمية غير المستدامة إلى التنمية المستدامة. ويستند إلى مفهوم إنشاء المزيد من السلع والخدمات مع استخدام موارد أقل وخلق قدر أقل من النفايات والتلوث. «يتم قياسه على أنه النسبة بين القيمة (المضافة) لما تم إنتاجه (مثل الناتج المحلي الإجمالي) والآثار البيئية (المضافة) للمنتج أو الخدمة» وقد صاغ هذا المصطلح مجلس الأعمال العالمي للتنمية المستدامة (WBCSD) في منشوره لعام 1992 «تغيير المسار»، وفي قمة الأرض عام 1992، تم اعتماد الكفاءة البيئية كمفهوم تجاري جديد ووسائل للشركات لتنفيذ جدول أعمال القرن 21 في القطاع الخاص.
على الرغم من أن الكفاءة البيئية هي طريقة جديدة إلى حد ما، فإن الفكرة ليست كذلك. في أوائل السبعينيات، طور بول آر إرليخ وجون هولدرن صيغة الحروف I = PAT لوصف تأثير النشاط البشري على البيئة. علاوة على ذلك، تم وصف مفهوم الكفاءة البيئية لأول مرة بواسطة McIntyre و Thornton في عام 1978، ولكن لم يكن حتى عام 1992، عندما تم صياغة المصطلح رسميًا ونشره على نطاق واسع.

## طرق
وفقًا لتعريف مجلس الأعمال العالمي للتنمية المستدامة فإن الكفاءة البيئية تتحقق عن طريق إيصال «بضائع وخدمات مسعرة تسعيرًا تنافسيًا ترضي حاجات بشرية وتزيد جودة الحياة مع تخفيض متزايد للآثار البيئية للبضائع وشدة الموارد خلال دورة الحياة الكاملة إلى مستوى يتفق على الأقل مع سعة حمولة الأرض المقدرة». وتعمل بتطبيق 4 أنواع أساسية من النسب.
«أول اثنتين هما الإنتاجية البيئية ومقلوبها، شدة الإنتاج البيئية، وتشيران إلى مجال الإنتاج. الزوج الثاني، كلفة التحسين البيئي ومقلوبها، كفاءة التكلفة البيئية، ويعرف هذا الزوج من وجهة نظر إجراءات التحسينات البيئية».
يمكن تطبيق النسب لأي وحدة تتألف من نشاطات بيئية لأن هذه النشاطات تتعلق دائمًا بالكلفة والقيمة، «وامتلاك ركيزة فيزيائية ما، يؤثر دومًا على البيئة». كذلك، فإن هناك مستويين مختلفين يمكن تنسيق النسب فيهما: المستوى الصغري (ميكرو) والمستوى العياني (ماكرو). هناك ثلاث طرق مختلفة لتحديد الكفاءة البيئية على المستوى الصغري. أولًا، الكفاءة البيئية التراكمية، والتي «تحدد آثار القيمة الكلية لنظام منتج أو قطاع وآثاره البيئية المرافقة». ثانيًا، طريقة تحليل تكنى ربح-ربح «تعطي مقارنة بين حالة مرجعية تاريخية وحالات محتملة جديدة بناءً على استخدام تقنيات جديدة». طريقة ربح-ربح الصغرية محدودة لأنها لا يمكن أن تعطي إجابة ملموسة عن سؤال ما إذا كان يحسن الأداء البيئي الإجمالي. والثالثة هي كفاءة الفرق البيئية، التي تشابه نوع ربح-ربح، ولكنها تلغي كل البدائل غير ذات الصلة لرفع احتمال الحصول على التقنيات المثلى عند المقارنة بين بديلين. أما المستوى العياني فهو أقل تعريفًا بكثير وقد أبدى نتائج أقل دقة. ولكن «الهدف النهائي لتحليل الكفاءة البيئية هو المساعدة في نقل صنع القرار على المستوى الصغري إلى أمثلية على المستوى العياني». الهدف الرئيسي في السنوات القادمة هو إنشاء مؤشرات رئيسية لإجراء التحليل على مستوى عياني على نطاق دولة أو على نطاق العالم.
هناك نوعان من أنظمة الحساب المبنية على تقييم دورة الحياة فيما يخص الكفاءة البيئية: طريقة التحليل لشركة باسف، وطريقة نسبة قيمة التكاليف البيئية لجامعة ديلفت للتكنولوجيا.

## الاستخدامات
يترجم التخفيض في الآثار البيئية إلى زيادة في إنتاجية الموارد، ما يخلق بدوره ميزة تنافسية. وفقًا لمجلس الأعمال العالمي للتنمية المستدامة. الجوانب الجوهرية للكفاءة البيئية هي:
- انخفاض في شدة المادة للبضائع والخدمات
- انخفاض في شدة الطاقة للبضائع والخدمات
- تخفيض انتشار المواد السامة
- تحسين قابلية إعادة التدوير
- الاستخدام الأعظمي للموارد المتجددة
- قابلية تحمل أفضل للمنتجات
- زيادة شدة الخدمة للبضائع والخدمات

تشمل الاستراتيجيات التي ربطت بالكفاءة البيئية «العامل 4» و«العامل 10»، وهما يدعوان لتخفيضات محددة في استخدام الموارد، «الرأسمالية الطبيعية»، التي تشرك الكفاءة البيئية كجزء من إستراتيجية أوسع، وحركة «من المهد إلى المهد»، والتي تدعي أن تذهب أبعد من الكفاءة البيئية في التخلص من فكرة النفايات ذاتها.